# دانشگاه کیوتو
دانشگاه کیوتو (به ژاپنی: 京都大学)، یکی از دانشگاه‌های اصلی و دولتی کشور ژاپن است. این دانشگاه هم‌اکنون ۲۲٬۰۰۰ دانشجو دارد و در شهر کیوتو قرار گرفته‌است.
بودجه سالیانه دانشگاه کیوتو، ۲ میلیارد و ۲۰۰ میلیون دلار برآورد می‌شود. این دانشگاه همچنین در فهرست «برترین دانشگاه‌های جهان» که توسط انجمن دانشگاهی اروپایی انجام شد، در ردهٔ بیست و دوم در جهان قرار گرفت.

## پردیس
این دانشگاه دارای سه پردیس به نام های یوشیدا، کاتسورا و اوجی می باشد. پردیس یوشیدا پردیس اصلی این دانشگاه می باشد.

## دانشکده ها
- دانشکده آموزش
- دانشکده حقوق
- دانشکده اقتصاد
- دانشکده علوم
- دانشکده پزشکی
- دانشکده علوم دارویی
- دانشکده مهندسی
- دانشکده کشاورزی

## رتبه بندی
در رتبه‌بندی دانشگاهی کیواس در سال ۲۰۲۰، این دانشگاه در رده سی و سوم در دنیا و رده دوم در ژاپن قرار گرفته است. در رتبه‌بندی تایمز در سال ۲۰۲۰، دانشگاه کیوتو در رتبه شصت و پنجم در دنیا قرار گرفته است.